# Марк Ентони
Mарко Антонио Муњиз (енгл. Marco Antonio Muñiz) познатији као Марк Ентони (16. септембар 1968) амерички је пјевач и глумац. Бивши је муж Џенифер Лопез. Према Гинисовој књизи рекорда најпродаванији је салса пјевач свих времена.

## Дискографија
- Rebel (1988)
- When the Night is Over (1991)
- Otra Nota (1993)
- Todo a Su Tiempo (1995)
- Contra la Corriente (1997)
- Marc Anthony (1999)
- Libre (2001)
- Mended (2002)
- Amar Sin Mentiras (2004)
- Valió la Pena (2004)
- El Cantante (2007)
- Iconos (2010)